# یوپوری (قمر)
یوپوری (ماه) (به انگلیسی: Euporie)، یکی از ماه‌های مشتری است ابعاد آن ۲ کیلومتر، جرم آن ۰٫۰۰۱ ۵ ×۱۰۱۶ کیلوگرم و نیم‌قطر بزرگ آن ۱۹ ۰۸۸ ۴۳ کیلومتر است.این ماه در سال ۲۰۰۲ کشف شد.